# Kid Ory
Edward "Kid" Ory (La Place, Louisiana, 25 de dezembro de 1886 - Honolulu, Havaí, 23 de janeiro de 1973), foi um trombonista de jazz norte-americano, e também líder de bandas.

## Biografia
Kid Ory começou a tocar com instrumentos, que ele próprio construía em criança e, já na sua juventude, liderou uma banda no sudeste da Louisiana. Até aos 21 anos, Ory manteve-se em La Place, devido a questões familiares, viajando depois para Nova Orleães, com a sua banda.
Na década de 1910, Kid Ory liderou uma das bandas mais conhecidas nesta época, contratando alguns dos melhores músicos, como o cornetista Joe "King" Oliver, Mutt Carey e Louis Armstrong; e clarinetistas como Johnny Dodds e Jimmie Noone.
Em 1919, muda-se para Los Angeles, tal como muitos outros músicos de Nova Orleães, gravando em 1922, com uma banda que incluía Mutt Carey, Dink Johnson (clarinete e piano) e Ed Garland (contrabaixo). Garland e Carey tocavam juntos há algum tempo e, no regresso de Ory, nos anos 40, voltaram a tocar com Kid Ory.
Em 1925, Ory viaja para Chicago, tendo sido uma das suas fases mais ativas, tocando e gravando com Louis Armstrong, Jelly Roll Morton, "King" Oliver, Johnny Dodds entre outros..
Durante o período da Grande Depressão, Ory retirou-se da música em 1933, só voltando a tocar em 1943. De 1944 a 1961, liderou uma das bandas mais importantes do jazz de Nova Orleães. Para além de Mutt Carey e Ed Garland, juntaram-se à sua banda os trompetistas Alvin Alcorn e Teddy Buckner; os clarinetistas Darnell Howard, Jimmie Noone, Albert Nicholas, Barney Bigard e George Probert; os pianistas Buster Wilson e Don Ewell; e o baterista Minor Hall.
Á excepção de Probert, Buckner e Ewell, todos eram oriundos de Nova Orleães. A banda de Kid Ory teve uma importante influência no renascer do jazz de Nova Orleães, gravando, e fazendo algumas intervenções na rádio, como nos programas de Orson Welles (Orson Welles' Mercury Theatre broadcast), e num programa dedicado à história de jazz, patrocinada pela empresa Standard Oil 
Da obra de Kid Ory, salientam-se as composições Muskrat Ramble, Ory's Creole Trombone, e Savoy Blues. Ory retirou-se da música em 1966, e passou os seus últimos anos no Havaí.

## Discografia parcial
- 1950 Kid Ory and His Creole Dixieland Band (Columbia)
- 1951 At the Beverly Cavern (Sounds)
- 1953 Live at Club Hangover, Vol. 1 (Dawn Club)
- 1953 Creole Jazz Band at Club Hangover (Storyville)
- 1954 Live at Club Hangover, Vol. 3 (Dawn Club)
- 1954 Kid Ory's Creole Jazz Band  (Good Time Jazz)
- 1954 Creole Jazz Band (Good Time Jazz)
- 1954 Kid Ory's Creole Band/Johnny Wittwer Trio (Jazz Man)
- 1955 Sounds of New Orleans, Vol. 9 (Storyville)
- 1956 Kid Ory in Europe (Verve)
- 1956 Kid Ory's Creole Jazz Band/This Kid's the Greatest! (Good Time Jazz)
- 1956 The Legendary Kid (Good Time Jazz)
- 1956 Favorites! (Good Time Jazz)
- 1957 The Kid from New Orleans: Ory That Is (Upbeat Jazz)
- 1957 Dixieland Marching Songs (Verve)
- 1957 Kid Ory Sings French Traditional Songs (Verve)
- 1958 Song of the Wanderer
- 1959 At the Jazz Band Ball (Rhapsody)
- 1959 Plays W.C. Handy
- 1960 Dance with Kid Ory or Just Listen
- 1961 The Original Jazz
- 1961 The Storyville Nights (Verve)
- 1968 Kid Ory Live (Vault)
- 1978 Edward Kid Ory and His Creole Band at the Dixieland Jubilee (Dixieland Jubilee)
- 19?? Kid Ory The Great New Orleans Trombonist (CBS/Sony)
- 1981 Kid Ory Plays The Blues (Storyville)
- 1990 Favorites
- 1992 Kid Ory at the Green Room, Vol. 1 (American Recordings)
- 1994 Kid Ory at the Green Room, Vol. 2 (American Recordings)
- 1997 Kid Ory and His Creole Band at the Dixieland Jubilee (GNP Crescendo)
- 1997 Kid Ory's Creole Jazz Band (EPM)
- 1998 In Denmark (Storyville)
- 2000 Live at the Beverly Cavern (504)[1]

Com Red Allen
- 1957 Red Allen, Kid Ory & Jack Teagarden at Newport (Verve)